# Idaea fuchsi
Idaea fuchsi är en fjärilsart som beskrevs av Abel Dufrane 1931. Idaea fuchsi ingår i släktet Idaea och familjen mätare. Inga underarter finns listade i Catalogue of Life.